# Tamins
Tamins (Reto-Romaans: Tumein) is een gemeente en plaats in het Zwitserse kanton Graubünden, en maakt deel uit van het district Imboden. Tamins telt 1163 inwoners. In Tamins vloeien de Voor-Rijn en de Achter-Rijn samen tot de Hoog-Rijn.

## Trivia
- Kunstschilderes Maria Bass (1897-1948) woonde in Tamins. [1]